# I liga urugwajska w piłce nożnej (1964)
- Mistrz Urugwaju 1964: CA Peñarol
- Wicemistrz Urugwaju 1964: Rampla Juniors
- Copa Libertadores 1965: CA Peñarol
- Spadek do drugiej ligi: Defensor Sporting
- Awans z drugiej ligi: Colón Fútbol Club

Mistrzostwa Urugwaju w roku 1964 były mistrzostwami rozgrywanymi według systemu, w którym wszystkie kluby rozgrywały ze sobą mecze każdy z każdym u siebie i na wyjeździe, a o tytule mistrza i dalszej kolejności decydowała końcowa tabela.

## Primera División

### Końcowa tabela sezonu 1964
| Poz | Klub                      | Mecze | Zw | Rem | Por | Pkt | BrZd | BrStr |
| --- | ------------------------- | ----- | -- | --- | --- | --- | ---- | ----- |
| 1   | CA Peñarol                | 18    | 16 | 2   | 0   | 34  | 42   | 11    |
| 2   | Rampla Juniors            | 18    | 9  | 4   | 5   | 22  | 35   | 24    |
| 3   | Club Nacional de Football | 18    | 9  | 3   | 6   | 21  | 29   | 20    |
| 4   | Montevideo Wanderers      | 18    | 7  | 7   | 4   | 21  | 26   | 22    |
| 5   | CA Cerro                  | 18    | 7  | 5   | 6   | 19  | 22   | 20    |
| 6   | Sud América Montevideo    | 18    | 7  | 4   | 7   | 18  | 25   | 27    |
| 7   | Danubio FC                | 18    | 4  | 5   | 9   | 13  | 25   | 39    |
| 8   | Defensor Sporting         | 18    | 3  | 6   | 9   | 12  | 16   | 26    |
| 9   | Racing Montevideo         | 18    | 3  | 4   | 11  | 10  | 16   | 30    |
| 10  | Fénix Montevideo          | 18    | 3  | 4   | 11  | 10  | 18   | 35    |

### Klasyfikacja strzelców bramek
| Gole | Piłkarz      | Klub           |
| ---- | ------------ | -------------- |
| 12   | Héctor Salvá | Rampla Juniors |